# Sadovi (Slaviansk, Krasnodar)
Sadovi (del ruso: Садовый) es un posiólok del raión de Slaviansk del krai de Krasnodar, en el sur de Rusia. Está situado en los arrozales situados entre los distributarios del delta del Kubán, en la orilla izquierda del distributario Protoka, frente a Prirechie, 9 km al noroeste de Slaviansk-na-Kubani y 82 km al oeste de Krasnodar, la capital del krai. Tenía 1 103 habitantes en 2010.
Pertenece al municipio Pribrezhnoye.

## Historia
Fue registrado como unidad administrativa el 24 de septiembre de 1958. Su nombre ("del jardín") deriva de las plantaciones de árboles frutales del koljós Sad-Gigant, del cual era la población principal de la sección n.º 3.

## Servicios sociales
La localidad cuenta con una escuela general básica (n.º 8), un Club de Cultura rural y un punto de enfermería, entre otros establecimientos.